# 20998 Houzeaudelehaie
20998 Houzeaudelehaie è un asteroide della fascia principale. Scoperto nel 1986, presenta un'orbita caratterizzata da un semiasse maggiore pari a 2,215441 UA e da un'eccentricità di 0,139289, inclinata di 5,262301° rispetto all'eclittica.